# Полк (округ, Флорида)
Шаблон:StateAbbr_ 27°58′ пн. ш. 81°42′ зх. д. / 27.96° пн. ш. 81.7° зх. д.
Полк — округ у центрі штату Флорида. Площа 5 208 км².
Населення 602 095 осіб (2010 рік). Адміністративний центр у місті Бартоу.
Виділений 1861 року з округів Гіллсборо й Бревард. Входить до агломерації Лейкланда й з ним до конурбації Тампи.

## Географія
За даними Бюро перепису населення США, загальна площа округу становить 2 011 квадратних миль (5 208 км²), з них 1 798 квадратних миль (4 657 км²) — суша, а 213 квадратних милі (552 км²) (10,6 %) — вода.

## Суміжні округи
- Лейк, Флорида — північ
- Осіола, Флорида — схід
- Окічобі, Флорида — південний схід
- Гайлендс, Флорида — південний схід
- Гарді, Флорида — південь
- Манаті, Флорида — південний захід
- Гіллсборо, Флорида — захід
- Самтер, Флорида — північний захід
- Паско, Флорида — північний захід